# 汾陽麻衣
汾陽 麻衣 （かわみなみ まい、1982年8月7日 - ）は、日本のフリーアナウンサー。

## 来歴
鹿児島純心女子中学校、鹿児島純心女子高等学校、清泉女子大学文学部英語英文学科 卒業。
2005年NHK鹿児島放送局にキャスターとして入局。2年間勤務し、2007年3月いっぱいで退局。
東京に転居し、2007年4月から『TBSニュースバード』のキャスターを担当。
2010年3月末日をもって汾陽は『ニュースバード』を一旦降板。 同年8月、クリエイティブ・メディア・エージェンシー（CMA・現在のキャスト・プラス）からセント・フォースに移籍。しかし8月31日で田中美都子がニュースバードを降板したのに伴い、セント・フォースに所属のまま同年9月1日より『ニュースバード』に復帰。しばらくは東京証券取引所からのリポートを専門に担当し、その後はスタジオからのニュース読みも担当。
2013年9月25日にニュースバードを（2度目の）降板。 
2014年6月、セント・フォースからホリプロへの移籍を発表。
2013年に結婚し、2015年9月23日に女児の出産を報告した。

## 人物
- 特技は日本舞踊で、幼少時から親しんできた。
- ニュースバードで汾陽と嘗て同僚だった黒木奈々とは、黒木の番組降板後は交流は少なくなったものの、同郷及び同学年で親しかった[2]。
- 汾陽という姓は珍しいが、郭周王季の子孫で1559年（永禄2年）に明から来日し島津義久に医師として仕えた理心光禹が故郷の山西省汾陽県に因んで名乗った姓である[3]。
- 地理学者の小野有五（オノ・ヨーコの従弟）は、汾陽の祖父の従弟でもある[4]。
- 自他共に認める宝塚大好きで、2018年宙組公演に誘われ一瞬でドハマりしたエピソードがある。

## 主な担当・出演番組

### NHK鹿児島放送局時代
- フレッシュ情報かごしま（2005年4月 - 2006年10月27日）
- ひるまえクルーズかごしま（2006年10月30日 - 2007年3月）

### NHK退局後
- TBSニュースバード（2007年4月 - 2010年3月 / 同年9月 - 2013年9月） - キャスター
- TBSニュース 日曜担当（不定期）-TBSラジオ
- 黒木奈々・汾陽麻衣の屋久島紀行[5]（TBSチャンネル、2009年7月18日）- ナビゲーター
- SUNDAY FLICKERS（JFN、2014年10月5日 - 2015年6月28日、2017年10月1日 - ）- パーソナリティー
- TOKYO MX NEWS（2016年8月3日 - 2017年9月28日　東京メトロポリタンテレビジョン）[注釈 3]
- マイ・タカラヅカ（audee、2023年4月5日 -  ）- パーソナリティー